# Zelotes vikela
Zelotes vikela är en spindelart som beskrevs av FitzPatrick 2007. Zelotes vikela ingår i släktet Zelotes och familjen plattbuksspindlar.
Artens utbredningsområde är Senegal. Inga underarter finns listade i Catalogue of Life.